# Vi racconto Montalbano. Interviste
Vi racconto Montalbano. Interviste è un libro pubblicato nel 2006 dall'editore DataNews dove Andrea Camilleri raccoglie una serie di tredici interviste riportate negli anni da vari quotidiani nazionali che hanno per oggetto i ricordi della sua infanzia, i suoi amici, la Sicilia, la decisione di vivere a Roma, l'adesione al partito comunista.

## Contenuti
Camilleri non descrive direttamente Montalbano, nome ispirato dal suo amico Manuel Vázquez Montalbán con cui condivideva il gusto per la letteratura e per la cucina, ma il suo personaggio tuttavia emerge dal racconto della sua vita a Porto Empedocle, vissuta nelle strade e nella piazza del paese dove si aggiravano personaggi insoliti e stravaganti che sono gli stessi dei racconti di Vigata.
Lo sfondo di Vigata e della Sicilia per le storie di Montalbano è essenziale per Camilleri: «non riuscirei a raccontare una storia se non immergendola in un contesto storico-geografico ben preciso, tanto che la mia scrittura non acquisisce nerbo se non mi esprimo in dialetto.»
La lingua di Camilleri è infatti la trasfusione della sua sicilianità: un linguaggio in parte italiano che non rinuncia però alla sua forte appartenenza al mondo siciliano, un universo tutto particolare e singolare nella terra e negli uomini che gli appartengono.

## Edizioni
- Andrea Camilleri, Vi racconto Montalbano. Interviste, DataNews, 2006,  pagg.156.